# Hrdinské dvojverší
Hrdinské dvojverší (také heroické dvojverší, někdy i hrdinský kuplet) je tradiční forma a strofa anglické poezie, většinou užívaná v epice.
Obvykle je složeno ze dvou sdruženě rýmovaných veršů psaných v jambickém pentametru (pět jambických stop). Rým je většinou mužský (tj. končí na přízvučnou slabiku).
První doloženou básnickou skladbou, psanou ve formě hrdinského dvojverší, jsou Chaucerovy Canterburské povídky (byť v těch se užívají i jiné formy). Hrdinské dvojverší většinou vyjadřuje ucelenou myšlenku a tvoří uzavřený celek. Za největší mistry hrdinského dvojverší v anglické literatuře jsou považováni Alexander Pope a John Dryden.
Mimo angličtinu se tato básnická forma příliš nevžila, užívá se především v překladech.

## Příklad
```
Opustil anděl věčné nebes stánky,            a
zvěstoval zemi slavné radovánky.             a

Posel to Boží všemu tvorstvu hlásá:          b
Z hrobu vstal Kristus, všehomíra spása!      b

Povstaltě vítěz, v rukou prapor skvostný,    c
přemohl ďábla, zlomil smrti ostny.           c

Z rukou a nohou, z otevřena boku             d
prýští se záře milostného toku.              d

```